# Alan Keyes
Alan Keyes (n. en Long Island, 7 de agosto de 1950) es un político, activista, escritor y ex diplomático estadounidense. 

## Biografía
Keyes trabajó para el Servicio Internacional de Estados Unidos (U.S. Foreign Service), fue designado Embajador para el Consejo Económico y Social de las Naciones Unidas por el Presidente Ronald Reagan, y entre 1985 y 1987 se desempeñó como Asistente del Secretario de Estado sobre las Relaciones con las Organizaciones Internacionales (Assistant Secretary of State for International Organization Affairs).
En 1996 y en 2000 fue candidato en las primarias para Presidente de los Estados Unidos. En 1988, 1992 y 2004 fue candidato a Senador de los Estados Unidos por el Partido Republicano.
Actualmente vive con su familia en el condado de Montgomery, Maryland.
Es católico tradicionalista.